# Рощино (Гурьевский район)
Рощино — посёлок в Гурьевском городском округе Калининградской области. Входит в состав Луговского сельского поселения.

## Население
| 2002 | 2010 |
| ---- | ---- |
| 133  | ↗189 |

## История
В 1910 году в Далейме проживало 260 человек.
В последних числах января 1945 года населенный пункт Далейм был взят воинами 18-й гвардейской стрелковой дивизии под командованием генерал-майора Г. И. Карижского.
В 1950 году Далейм был переименован в поселок Рощино.